# هربرت آی. لیدز
هربرت آی. لیدز (انگلیسی: Herbert I. Leeds؛ ۱۹۰۰ – ۱۶ مه ۱۹۵۴) یک کارگردان فیلم اهل ایالات متحده آمریکا بود.

## برگزیده فیلم‌شناسی
- Five of a Kind (1938)
- بازگشت سیسکو کید (۱۹۳۹)
- Charlie Chan in City in Darkness (1939)
- Mr. Moto in Danger Island (1939)
- Romance of the Rio Grande (1941)
- Manila Calling (1942)
- It Shouldn't Happen to a Dog (1946)